# Julie Silver
Julie Silver (* 11. August 1981 in Prag) ist eine tschechische Pornodarstellerin.
Silver drehte ihren ersten Film im Jahre 2002 und war seitdem in über 230 Filmen zu sehen, u. a. in Russian Institute – Lesson 3 und 4. 
Sie wurde vom deutschen Regisseur Tom Herold entdeckt und drehte unter anderem mit Pierre Woodman, Alessandro Del Mar, Marc Dorcel und Rocco Siffredi. Zu den Studios, die ihre Filme veröffentlicht haben, zählen Wicked Pictures, Private Media Group, Marc Dorcel Video und Evil Angel. Im Jahre 2005 veröffentlichte Private die Compilation The Private Life of Julie Silver. Im Jahre 2007 spielte sie in Cabaret Berlin, erschienen bei Magmafilm.

## Auszeichnungen
- 2006: FICEB Award – Beste Nebendarstellerin (in Kill Thrill)